# Йохан Йоаким Кванц
Йохан Йоаким Кванц (на немски: Johann Joachim Quantz) (30 януари 1697 – 12 юли 1773) е германски флейтист, композитор, музикален теоретик и майстор на флейти.
Учител по музика на крал Фридрих Велики и музикант в двора на крал Август III. Ученик на Франческо Гаспарини. Познат като най-добрия флейтист на своето време. Автор на класическото музикално-теоретично съчинение „За изпълнението на флейта“ (Versuch einer Anweisung die Flöte traversiere zu spielen, 1752). Композира около 300 концерта за флейта и над 200 сонати. Въвежда редица новости в дизайна на флейтата.